# كورجون رنكي الشكل
كورجون رنكي الشكل (الاسم العلمي:Coregonus clupeaformis) (بالإنجليزية: Lake whitefish)‏ هو نوع من الأسماك يتبع جنس الكورجون من فصيلة سمك السلمون.